# Министерство энергетики и природных ресурсов Турции
Министерство энергетики и природных ресурсов Турции (тур. Enerji ve Tabii Kaynaklar Bakanlığı) — министерство Турецкой Республики, ответственное за управление энергетическими и природными ресурсами Турции.

## Министры
- Джемаль Буйукбаш[тур.] (13 декабря 1983 — 7 января 1985)
- Суди Турель[тур.] (7 января 1985 — 22 декабря 1987)
- Фахреттин Курт[тур.] (22 декабря 1987 — 30 апреля 1991)
- Тогай Гемальмаз[тур.] (30 апреля 1991 — 23 июня 1991)
- Музаффар Арычы[тур.] (23 июня 1991 — 20 ноября 1991)
- Мехмет Эрсин Фаралйалы[тур.] (20 ноября 1991 — 25 июня 1993)
- Вейсел Атасой[тур.] (25 июня 1993 — 5 октября 1995)
- Шинаши Алтынер[тур.] (5 октября 1995 — 6 марта 1996)
- Хюсню Доган[тур.] (7 марта 1996 — 28 июня 1996)
- Реджаи Кутан[тур.] (28 июня 1996 — 30 июня 1997)[1]
- Джумхур Эрсюмер[тур.] (30 июня 1997 — 11 января 1999)[2]
- Ахмед Зия Акташ[тур.] (12 января 1999 — 29 мая 1999)
- Джумхур Эрсюмер[тур.] (28 мая 1999 — 27 апреля 2001)
- Зери Чакан[тур.] (8 мая 2001 — 18 ноября 2002)
- Хильми Гюлер[тур.] (18 ноября 2002 — 1 мая 2009)
- Танер Йылдыз[тур.] (1 мая 2009 — 28 августа 2015)[3]
- Алабоюн, Али Рыза (28 августа 2015 — 17 ноября 2015)
- Берат Албайрак (24 ноября 2015 — 9 июля 2018)[4]
- Фатих Дёнмез (10 июля 2018 — 3 июня 2023)[5]
- Алпарслан Байрактар (с 3 июня 2023)[6]